# Anders Kumlander
Anders Kumlander, född 2 december 1948, är en svensk direktör.
Kumlander har en waldorflärarutbildning i botten och är i övrigt autodidakt. Han har tidigare varit generalsekreterare för Antroposofiska Sällskapet i Sverige och verkställande direktör för Saltå kvarn. Kumlander är verksam inom antroposofiskt inspirerade verksamheter. Han är styrelseordförande i Vidarstiftelsen, och engagerad i ett flertal styrelser, bland annat i Saltå Kvarn AB, Kulturhuset i Ytterjärna AB, Stiftelsen Vidarkliniken och Steneken Fastighets AB.
År 2016 köpte Kumlander ett antal verk av Hilma af Klint från den schweiziska stiftelsen Albert Steffen-Stiftung för ett förmånligt pris under premissen att dessa skulle hamna på ett museum i Järna. Istället sålde Kumlander vidare verken till det privata museet Glenstone Museum i Maryland, USA. Enligt Hilma af Klints släkting Johan af Klint har Antroposofiska Sällskapet under ledning av Anders Kumlander tvingat bort två släktingar till Hilma af Klint ur organisationen och nekat ytterligare fem släktingar medlemskap för att få igenom dessa affärer.
År 2024 påbörjade Svenska Dagbladet en granskning av Kumlanders affärer.